# Gollhofen
Gollhofen er en kommune i den mittelfrankiske Landkreis Neustadt an der Aisch-Bad Windsheim i den tyske delstat Bayern. Den er en del af Verwaltungsgemeinschaft Uffenheim.

## Geografi
Kommunen ligger midtvejs mellem Würzburg og Ansbach i Gollachområdet.

### Nabokommuner
Nabokommuner er (med uret, fra nord): Ippesheim, Weigenheim, Uffenheim, Simmershofen, Hemmersheim og Oberickelsheim.

### Inddeling
Ud over Gollhofen ligger i kommunen landsbyen Gollachostheim